# Anastase de Samarie
Anastase de Samarie est un dignitaire byzantin, actif sous Justin II, qui règne de 565 à 578. Il détient les hautes fonctions de magister officiorum et de questeur du palais sacré. 

## Biographie
Natif de Samarie en Palestine, il appartient aux nombreux dignitaires byzantins originaires des provinces orientales de l'Empire et qui détiennent des postes clés au VIe siècle. Selon Jean d'Éphèse, il serait un Palestinien autant qu'un Samaritain, des termes à comprendre dans leur acception géographique.
Il apparaît dans le panégyrique composé par Corippe en sa faveur, probablement en 565-566. L'auteur originaire d'Afrique réside alors à Constantinople et cherche un appui financier parmi certains membres de la cour, qu'il obtient auprès d'Anastase. Ce dernier est le maître des offices et le questeur du palais sacré de l'Empire, deux fonctions administratives parmi les plus élevées de l'Empire. Il y a probablement été nommé par Justin, dont il serait un soutien fidèle. Ses prédécesseurs seraient Constantin comme questeur et Pierre le Patrice comme maître des offices, deux ministres loyaux de Justinien. Il est possible que Pierre le Patrice soit mort au même moment que Justinien, ce qui expliquerait le cumul de fonctions par Anastase. En revanche, dans l'éloge de Justin II par Corippe, écrit en 566, Anastase n'est plus maître des offices. Il aurait été remplacé par le fils de Pierre le Patrice, Théodore dit Kontocherès. En revanche, il reste questeur du palais, ce qui démontre qu'il n'est pas l'objet d'une disgrâce, sinon partielle. Jean d'Ephèse le mentionne à cette fonction en 571-572.
Selon Corippe, Anastase prend des mesures en faveur de la préfecture du prétoire d'Afrique. Jean d'Ephèse en fait un opposant au revirement de la politique religieuse de Justin II vers 570, considérée comme trop favorable au monophysisme. De ce fait, Anastase aurait été un partisan du concile de Chalcédoine, une hypothèse renforcée par certains passages de Jean d'Ephèse, lui-même monophysite et qui critique Anastase. Selon ce même chroniqueur, Justin aurait été menaçant à l'endroit d'Anastase, lui ordonnant de produire vingt copies de son décret religieux en une nuit ou d'être décapité.
En 571, il est nommé comme émissaire auprès des monophysites, alors que Justin durcit sa politique à leur encontre. Les représentants de cette Eglise refusent de se soumettre et Anastase revient bredouille. Très vite, Justin décide d'user de la répression. Anastase est alors l'un des acteurs de cette politique, conduisant des procès contre des évêques monophysites en 571-572, à Constantinople. La plupart des jugements prononcent des exils. Il coopère alors étroitement avec Jean III Scholastique, le patriarche de Constantinople, au point que Jean d'Ephèse l'accuse d'être soudoyé par le patriarche,.
Dans un passage particulièrement hostile à Anastase, Jean d'Ephèse l'accuse de paganisme et d'essayer de briser l'unité du christianisme. Il s'appuie pour cela sur le fait qu'il vient de Samarie et serait donc apparenté au samaritanisme. Pour autant, il faut surtout y voir une réaction du chroniqueur à l'hostilité d'Anastase pour le monophysisme, même si certains historiens ont donné du crédit à l'idée d'une adhésion au moins partielle à la doctrine samaritaine,.
Anastase aurait été frappé d'un malaise lors du jours de l'adoration de la Vraie Croix, datée au Vendredi saint. Il pourrait s'agir soit du 15 avril 572, soit du 7 avril 573. Cet événement impliquerait une santé déclinante, précédant une mort qui serait intervenue quelques mois plus tard. Dans tous les cas, Anastase est présumé mort en 575.

## Sources
- Serge Antès, Corippe. Éloge de Justin II, Paris, Les Belles Lettres, coll. « CUF », 1981, 159 p. (ISBN 978-2-251-01089-2).
- (en) Martindale, Jones et Morris, The Prosopography of the Later Roman Empire- Volume III, AD 527–641, Cambridge University Press, 1992, 1342 p. (ISBN 0-521-20160-8, lire en ligne).
- Vincent Puech, Les élites de cour de Constantinople (450-610), Ausonius éditions, coll. « Scripta Antiqua 155 », 2022